# Oreomystis
Genre
Synonymes
- Manucerthia Pratt, 2009[2]

Oreomystis est un genre monotypique de passereaux de la famille des Fringillidae. Il est endémique de l'île de Kauai dans l'archipel d'Hawaï.

## Liste des espèces
Selon la classification de référence du Congrès ornithologique international (version 8.1, 2018) :
- Oreomystis bairdi (Stejneger, 1887) — Akikiki de Kauai, Alauwahio de Kauai, Grimpeur de Kauai